# Animecon (Finlande)
Animecon est une convention d'anime ayant lieu en Finlande.

## Histoire
En 2007, l'évènement a accueilli environ 7 000 spectateurs.
En 2016, l'évènement a lieu à Jyväskylä.